# Itur
Itur war ein Längenmaß in Ägypten und wurde als Wegemaß genutzt.
- 1 Itur = 6 Kilometer